# Розенко, Николай Петрович
Николай Петрович Розенко (1923—1943) — гвардии младший сержант Рабоче-крестьянской Красной Армии, участник Великой Отечественной войны, Герой Советского Союза (1943).

## Биография
Николай Розенко родился в 1923 году в Симферополе. После окончания пяти классов школы работал слесарем. В 1942 году Розенко был призван на службу в Рабоче-крестьянскую Красную Армию. С октября того же года — на фронтах Великой Отечественной войны.
К сентябрю 1943 года гвардии младший сержант Николай Розенко командовал пулемётным расчётом 4-го гвардейского стрелкового полка 6-й гвардейской стрелковой дивизии 13-й армии Центрального фронта. Отличился во время освобождения Украинской ССР. 27 августа — 26 сентября 1943 года расчёт Розенко, наступая на запад, уничтожил около 170 вражеских солдат и офицеров, а также уничтожил 8 огневых точек противника. В ходе наступления он переправился через Десну, Днепр и Припять. 26 сентября 1943 года Розенко погиб в бою на территории Киевской области. Похоронен в селе Оташев Иванковского района.
Указом Президиума Верховного Совета СССР от 16 октября 1943 года за «мужество, отвагу и героизм, проявленные в борьбе с немецкими захватчиками» гвардии младший сержант Николай Розенко посмертно был удостоен высокого звания Героя Советского Союза. Также был награждён орденом Ленина и медалью.